# Sông Murrumbidgee
Sông Murrumbidgee là một phụ lưu lớn của sông Murray (lưu vực Murray–Darling) và là sông dài thứ hai tại Úc, chảy qua bang New South Wales và Lãnh thổ Thủ đô Úc. Nó chảy 900 kilômét (559 mi) theo hướng tây-tây bắc từ chân đồi Peppercorn trong rặng Fiery thuộc dãy núi Snowy cho tới khi hợp lưu cùng sông Murray tại điểm gần Boundary Bend.
Từ Murrumbidgee có nghĩa là "nước lớn" trong tiếng Wiradjuri, một ngôn ngữ thổ dân địa phương. Con sông chảy qua nhiều vùng đất truyền thống của thổ dân - khu vực cư trú của nhiều tộc người. Trong Lãnh thổ Thủ đô Úc, con sông tiếp giáp với những dải đất hẹp, được gọi là ‘Hành lang Sông Murrumbidgee’ (Murrumbidgee River Corridor - MRC). Những dãi đất này gồm khu bảo tồn thiên nhiên, tám khu bảo tồn tái tạo và một khu bảo tồn di sản châu Âu.